# 蔡振华
蔡振华（1961年9月3日—），江苏无锡人，中国乒乓球运动员、教练员。1997年1月加入中国共产党，是中共第十七届、十八届中央候补委员。曾任国家体育总局副局长以及中國足球協會、中國羽毛球協會、中國乒乓球協會主席，中华全国总工会副主席、书记处书记。

## 生平

### 球员生涯
1972年，蔡振华进入无锡业余体校接受乒乓球训练；次年进入江苏省乒乓球队；1978年进入中国国家队，次年成为国家队主力。1981年，蔡振华和队员获世界乒乓球锦标赛男子团体、男子双打冠军（与李振恃），并获得男子单打的亚军。1983年，蔡振华成为中国男子乒乓球队的队长，并率队于1983年再度夺取世锦赛团体冠军，1985年蔡同曹燕华合作获得世锦赛混合双打冠军。
蔡振华原为削球手，后改为左手横拍两面攻结合弧圈球打法。其球拍两面颜色一样但性能不同，因此蔡练就一手发球时倒球拍的怪招。如果对手猜错他使用哪一面发球，就会造成接发球质量不高，甚至直接失分。在1981年世锦赛男子团体决赛中，匈牙利球星盖尔盖伊在决胜局15：15平时，连续猜错五次，直接导致匈牙利队陷入被动。为了限制这种情况，国际乒联修改规则，规定运动员球拍两面胶皮必须采用不同颜色。因此，也促使蔡振华决定退役。

### 教练生涯
退役后，蔡振华曾被公派前往意大利执教4年。1989年，国乒男队在多特蒙德世乒赛中惨败，李富荣指派当时国乒的总教练许绍发，去往意大利请回蔡振华出任国乒男队教练。1991年，中国国家男队在世锦赛中仅取得第七名的成绩，主教练郗恩庭引咎辞职，蔡振华接任男队主教练。
蔡接手主教练一职后，以男子双打为突破口，培养出王涛和吕林组合，并夺得1992年夏季奥林匹克运动会的金牌。在单打方面，蔡振华启用了一批全新打法的球手，如第一个熟练掌握直拍反打技术的刘国梁和攻击力超强的削球手丁松。1995年，蔡振华率队一举夺回世锦赛男团冠军，从而重新让中国男子乒乓球队独步天下。
因此，蔡振华也于1997年升任中国乒乓球队的总教练。其后，他率领中国乒乓球队先后率队包揽了悉尼奧運會和2001年世乒赛的全部冠军。

### 管理生涯
2002年11月，蔡振华升任体育总局乒羽管理中心副主任（副局级）。2004年11月22日，升任乒羽管理中心主任兼党委副书记，2005年，被任命为国家体育总局局长助理。2006年，蔡振华当选成为中国羽毛球协会副主席。2007年4月，蔡振华晋升为国家体育总局的副局长，并在2010年8月分管中国足协工作。2009年2月18日，他被选举为中国羽毛球协会主席。同年2月27日，他接替徐寅生，出任中国乒乓球协会主席，成为中国体育史上首个兼任乒羽两大协会主席的人物。2014年1月17日，蔡振华连任中国乒乓球协会主席。1月21日，他当选为新一任中国足球协会主席。1月24日，他连任中国羽毛球协会主席成功，8天内连续当选三个球类协会的主席。蔡振华在担任足协主席期间因由于中国国家足球队战绩持续低迷而屡遭诟病，其对足球的冷漠态度更被球迷质疑。
2016年11月苟仲文接替刘鹏出任国家体育总局局长。2017年6月爆发的国乒兵变，使得苟蔡两人不合、政治斗争的坊间传闻进入公众视线。2017年7月，蔡振华未当选中共十九大代表。
2018年9月29日，不再担任国家体育总局副局长。

### 进入全总
2018年9月，蔡振华进入中华全国总工会，任党组成员，并于9月20日当选中华全国总工会副主席、书记处书记。2018年10月25日，中华全国总工会第十七届执行委员会召开第一次全体会议，选举全总十七届执委会主席、副主席和主席团委员，他当选为全总副主席。2022年6月，不再担任中华全国总工会副主席、书记处书记。

### 视频
- 【奥运故事会】蔡振华（上）[永久]
- 【奥运故事会】蔡振华（中）[永久]
- 【奥运故事会】蔡振华（下）[永久]

| 中華人民共和國政府职务 | 中華人民共和國政府职务                                  | 中華人民共和國政府职务 |
| ---------------------- | ------------------------------------------------------- | ---------------------- |
| 前任： 刘凤岩          | 国家体育总局乒乓球羽毛球运动管理中心主任 2004年－2006年 | 繼任： 刘凤岩          |
| 民事職務               |                                                         |                        |
| 前任： 袁偉民          | 中國足球協會主席 2014年1月21日－2019年8月22日           | 繼任： 陈戌源          |
| 前任： 徐寅生          | 中國乒乓球協會主席 2009年2月27日－2018年12月1日         | 繼任： 劉國梁          |
| 前任： 李富榮          | 中國羽毛球協會主席 2009年2月18日－2019年1月28日         | 繼任： 张军            |
| 體育角色               |                                                         |                        |
| 前任： 許紹發          | 中國乒乓球隊總教練 1997年－2005年                       | 繼任： 劉國梁          |
| 前任： 郗恩庭          | 中國乒乓球隊男隊主教練 1991年－1997年                   | 繼任： 尹霄            |